# Nikola Jambor
Nikola Jambor (Koprivnica, 25. rujna 1995.) hrvatski je nogometaš koji igra na poziciji veznog. Trenutačno igra za malezijski klub Selangor.